# マスキン単調性
社会的選択対応が、任意の選好プロファイルおよびその下で選択されている任意の選択肢に対して、メンバー全員がその選択肢に対する評価が高く、もしくは無差別となっている任意の選好プロファイルにおいても、その選択肢が選択されているとき、マスキン単調性（マスキンたんちょうせい、英語: Maskin monotonicity）を満足するといわれる。マスキン単調性は社会的選択対応がナッシュ遂行可能であるための必要条件となる。